# 斯塔法爾達戰役
斯塔法爾達戰役發生於1690年8月18日，是大同盟戰爭中的一場戰役，戰場位於現今意大利北部的皮埃蒙特薩沃伊。
自該年早些時候薩伏依公爵維托里奧·阿梅迪奧二世加入反對法國的大聯盟後，這次交戰是意大利戰場上的第一次重大戰役。法軍指揮官尼可拉斯·德·卡提納在取勝後繼續佔領皮埃蒙特的大量城鎮。

## 註腳
1. ↑  Chandler: The Art of Warfare in the Age of Marlborough, 302. All statistics taken from Chandler.
2. ↑  Lynn 估計約有1,000人傷亡